# Chiesa dell'Ascensione (Prato)
La chiesa dell'Ascensione si trova a Prato.

## Storia e descrizione
Su progetto di Eugenio Castellani e Vittorio Taddei, la chiesa, inaugurata nel 1996, è circondata per tre lati da un porticato ed ha copertura a doppia falda, digradante verso l'ingresso.
L'interno, coperto da grandi travi in legno lamellare, si caratterizza per il notevole complesso di vetrate figurate (1994-2004), su disegno di Mikuláš Rachlík, sul tema dell'Ascensione come progetto di fede nella storia della Chiesa (tra i soggetti Ascensione, Torre di Babele, Albero della vita, il Ciclo del pane, Acqua viva, Ultima cena, Via Crucis, Resurrezione, Evangelisti).

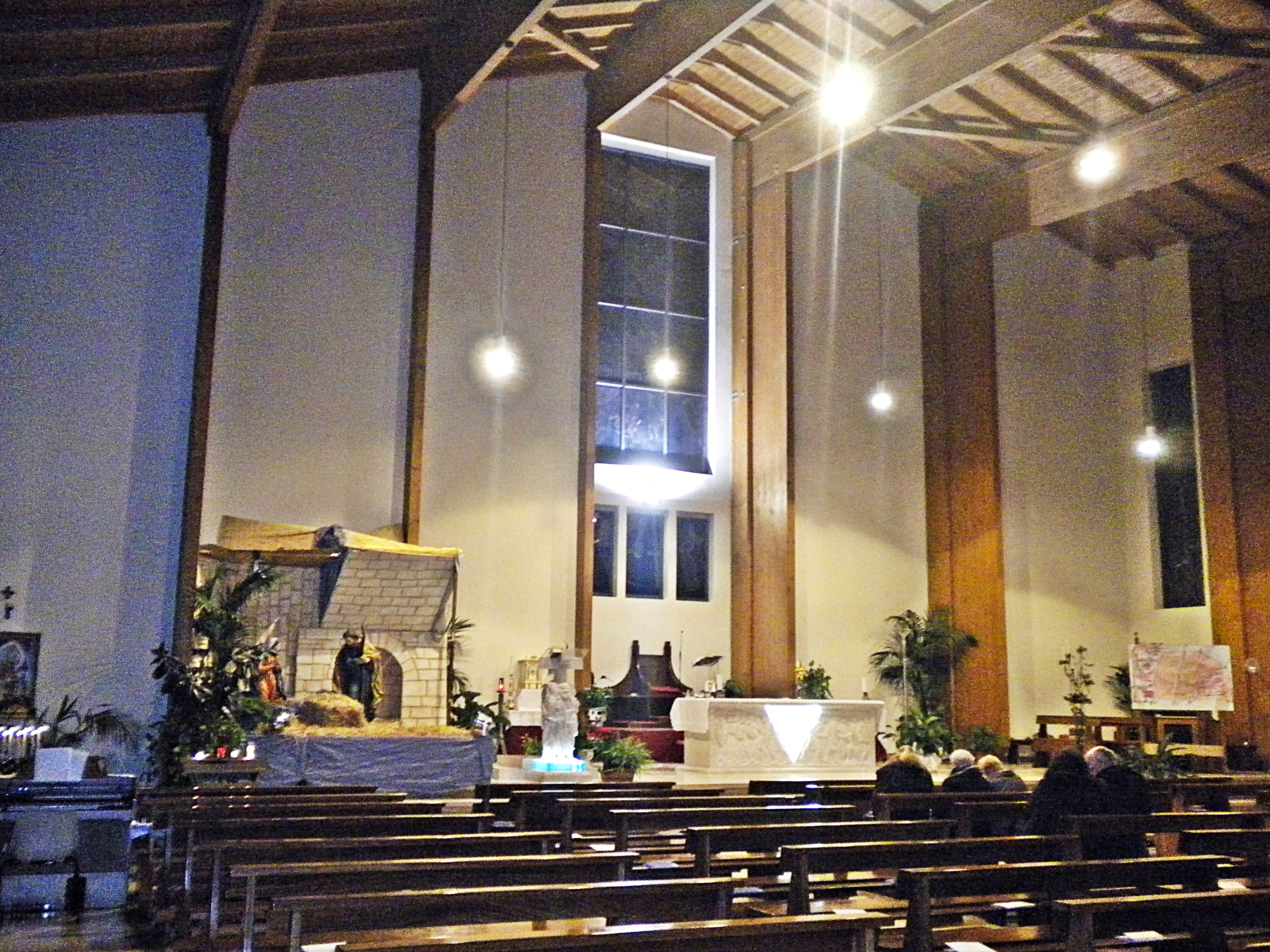
Interno
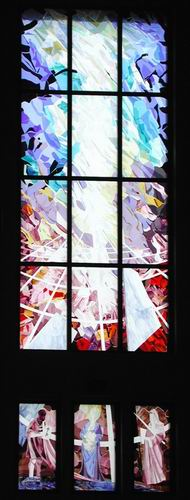
Vetrata